# جوناثان بوستوس
جوناثان بوستوس (بالإسبانية: Jonathan Bustos)‏ هو لاعب كرة قدم أرجنتيني، ولد في 29 يونيو 1994 في بوينس آيرس في الأرجنتين. لعب مع أتليتكو بلاتينسي ‏.

## وصلات خارجية
- جوناثان بوستوس على موقع قاعدة بيانات كرة القدم.إي يو (الإنجليزية)
- جوناثان بوستوس على موقع Soccerway.com (الإنجليزية)